# بتل لیک (مینه‌سوتا)
بتل لیک، مینه‌سوتا (به انگلیسی: Battle Lake, Minnesota) یک شهر در ایالات متحده آمریکا است که در مینه‌سوتا واقع شده‌است.

## خصوصیات
بتل لیک ۳٫۸۱ کیلومترمربع مساحت و ۸۷۵ نفر جمعیت دارد و ۴۱۴ متر بالاتر از سطح دریا واقع شده‌است.